# 80-as villamos (Budapest)
A budapesti 80-as jelzésű villamos az Etele tér, Kelenföldi pályaudvar és a Szent János kórház között közlekedett a Déli pályaudvar felújításának idején. A járatot a Budapesti Közlekedési Rt. üzemeltette.

## Története
Korábban is közlekedett ezzel a jelzéssel villamosjárat, autóbuszpótlóként.
1999. augusztus 30. és október 9. között a MÁV lezárta a Déli pályaudvart, emiatt a Kelenföldi pályaudvar várható nagy utasforgalmára való tekintettel elindult a 80-as villamos Kelenföldi pályaudvar – Szent János kórház útvonalon.

## Útvonala
| Kelenföldi pályaudvar felé |
| Szent János kórház vá. – Szilágyi Erzsébet fasor – Moszkva tér – Krisztina körút – Döbrentei tér – Szent Gellért rakpart – Szent Gellért tér – Bartók Béla út – Vasút utca – Kelenföldi pályaudvar vá. |
| Szent János kórház felé |
| Kelenföldi pályaudvar vá. – Vasút utca – Bartók Béla út – Szent Gellért tér – Szent Gellért rakpart – Döbrentei tér – Krisztina körút – Moszkva tér – Szilágyi Erzsébet fasor – Szent János kórház vá. |

## Megállóhelyei
| 0  | Etele tér, Kelenföldi pályaudvar végállomás | 16 | 19, 49 7, 103, 141, 206 Budapest-Kelenföld                                  |
| 1  | Szent Gellért templom                       | 15 | 19, 49                                                                      |
| 2  | Csóka utca                                  | 14 | 19, 49                                                                      |
| 3  | Hamzsabégi út                               | 13 | 19, 49 7, 7A, 14, 114                                                       |
| 4  | Kosztolányi Dezső tér                       | 12 | 19, 49 7, 7A, 7, 12, 14, 40, 41, 41, 53, 72, 86, 87, 87A, 114, 153, 173     |
| 5  | Móricz Zsigmond körtér                      | 11 | 3, 3, 7, 7A, 7, 10, 27, 40, 40, 53, 153, 173, 206 6, 18, 19, 41, 47, 49, 61 |
| 6  | Bertalan Lajos utca                         | 10 | 18, 19, 47, 49                                                              |
| 7  | Szent Gellért tér                           | 9  | 18, 19, 47, 49 7, 7A, 86, Tétény                                            |
| 8  | Döbrentei tér                               | 8  | 18, 19 5, 7, 7A, 8, 78, 86, 112                                             |
| 9  | Dózsa György tér                            | 7  | 18 5, 16, 78                                                                |
| 10 | Krisztina tér                               | 6  | 18 4, 5, 78, 105                                                            |
| 11 | Mikó utca                                   | 5  | 18                                                                          |
| 12 | Déli pályaudvar                             | 4  | 18, 59, 61 21, 21, 39, 102, 139                                             |
| 13 | Moszkva tér                                 | 3  | 4, 6, 18, 56, 59, 61 5, 21, 21, 22, 22, 28, 39, 49, 56, 128, 156, 158, Vár  |
| 14 | Nyúl utca                                   | 2  | 18, 56 5                                                                    |
| 15 | Fogaskerekű vasút                           | 1  | 18, 56, Fogaskerekű 5, 156                                                  |
| 16 | Szent János kórház végállomás               | 0  | 18, 56, Fogaskerekű 22, 28, 128, 156, 158                                   |